# ستيف ستارك
ستيف ستارك (بالإنجليزية: Steve Stark)‏ هو منتج تلفزيوني أمريكي، ولد في 18 مارس 1967 في شيكاغو في الولايات المتحدة.

## وصلات خارجية
- ستيف ستارك على موقع IMDb (الإنجليزية)
- ستيف ستارك على موقع قاعدة بيانات الفيلم (الإنجليزية)